# Russlanddeutsche

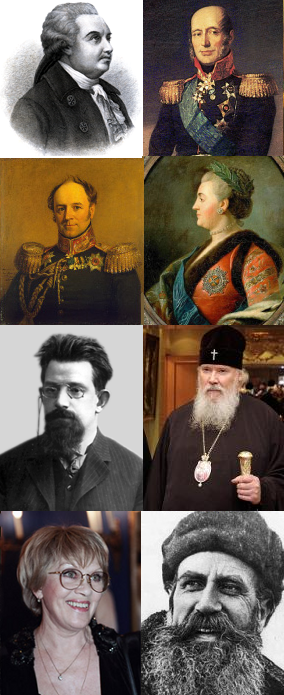
Bekannte Russlanddeutsche:
Denis Fonwisin, Michael de Tolly
Alexander von Benckendorff, Katharina II.
Peter Struve, Alexei Rüdiger
Alissa Freindlich, Otto Schmidt

Der Begriff Russlanddeutsche (russisch российские немцы, wiss. Transliteration rossijskie nemcy, auch umgangssprachlich russisch русские немцы, wiss. Transliteration russkie nemcy, russisch немцы России, wiss. Transliteration nemcy Rossii, oder auch veraltet russisch советские немцы, wiss. Transliteration sowetskije nemcy) ist ein Sammelbegriff für die deutschen bzw. deutschstämmigen Bewohner Russlands und anderer Nachfolgestaaten der ehemaligen Sowjetunion und des ehemaligen Russischen Reichs einschließlich der Deutsch-Balten. Die Russlanddeutschen, aber auch viele gemischt russisch-deutsche Familien sind inzwischen mehrheitlich in den mitteleuropäischen deutschsprachigen Raum, insbesondere in die Bundesrepublik Deutschland eingewandert bzw. übergesiedelt (zum Großteil im Zuge des Aussiedler-Programms).

## Deutsche in Russland und Deutsche aus Russland
Sowohl die in Russland verbliebenen Deutschen als auch die aus Russland zugewanderten Deutschen wurden und werden als Russlanddeutsche geführt. Amtlich wird zwischen Aussiedlern (bis 1993 zugewandert) und Spätaussiedlern (seit 1993 zugewandert) unterschieden.
Privilegiert sind nur ausgesiedelte Russlanddeutsche nach Art. 116 Abs. 1 GG als deutsche Volkszugehörige in der Bundesrepublik Deutschland. Sie erhalten mit vergleichsweise wenig Aufwand die deutsche Staatsbürgerschaft, bekommen also von Anfang an alle Bürgerrechte zuerkannt.
In Kurzbezeichnungen steht bei deutschsprachigen Herkunftsbezeichnungen meistens vorrangig der Staat und nachrangig die Ethnie, so auch bei dem Begriff „Russlanddeutsche“. Dieser Begriff bestätigt den Anspruch, dass die gemeinten Personen in erster Linie Deutsche sind, im Fall von Aussiedlern und Spätaussiedlern „Deutsche aus Russland“ bzw. „aus den Nachfolgestaaten der Sowjetunion zugewanderte Deutsche“. Im Gegensatz hierzu gibt die Bezeichnung „Deutschrussen“ zu erkennen, dass die so Bezeichneten in erster Linie als „Russen“ (wenn auch mit einer besonderen Beziehung zu Deutschland) gelten. Diese Bezeichnung wird von vielen Betroffenen als Beleidigung empfunden und ist begrifflich für die in Rede stehende Bevölkerungsgruppe ohnehin unzutreffend.
Gelegentlich zu den Russlanddeutschen gezählt werden die Russlandschweizer, ein Begriff, der mit dem Ende der Zarenzeit und der danach folgenden Integration bzw. Abwanderung der Russlandflüchtlinge in der Schweiz jedoch an Bedeutung verloren hat. Russlandschweizer hatten meist in den Ballungszentren Moskau und St. Petersburg und in der Ukraine rund 300 Industrieunternehmen betrieben. Ihre Präsenz in Russland basierte wesentlich auf dem 1872 vereinbarten Handels- und Niederlassungsvertrag der beiden Staaten. Eine Aufschlüsselung der deutschsprachigen Minderheit in Deutsche, Österreicher oder Schweizer galt im Russischen Kaiserreich und in der Sowjetunion amtlich nie als üblich, vielmehr wurden alle anhand der Sprache unterschiedslos als „Deutsche“ eingeordnet.

## Siedlungsgebiete in Russland
Es handelt sich um eine regional ursprünglich sehr verteilte Gruppe, die nach dem Siedlungsort innerhalb des Russischen Kaiserreiches unterteilt werden in Wolgadeutsche, Wolhyniendeutsche, Krimdeutsche, Kaukasiendeutsche, Schwarzmeerdeutsche, Sibiriendeutsche. Einige von ihnen gründeten selbst in Sibirien und im Fernen Osten am Amur Siedlungen. Vielerorts im Reich entstanden deutsche Enklaven als autonome Gemeinden mit Namen wie Mannheim, Josephsthal oder Schönfeld. Deren gemeinschaftliches Leben wahrte vielfach Traditionen aus der alten Heimat. Sie hatten eigene Kirchen und Ratsversammlungen, die für die deutsche Ortsgemeinschaft bindend waren.
Am 1. Juli 1991 wurde der 1938 aufgelöste deutsche Nationalkreis Halbstadt (Nekrassowo) im Altai wiedergegründet, am 18. Februar 1992 erfolgte die Gründung des deutschen Nationalkreis Asowo (bei Omsk). Bei Saratow und Wolgograd sollten weitere Nationalkreise oder -bezirke (Okrugi) gegründet werden. In der Nähe von Uljanowsk an der Wolga wurde ebenfalls Anfang der 1990er Jahre der deutsche Dorfsowjet (Dorfrat) von Bogdaschkino gegründet. Die Zukunft dieser autonomen Gebilde auf unterster Stufe ist jedoch fraglich, weil die alteingesessene deutschstämmige Bevölkerung auch von dort mehrheitlich bereits ausgewandert ist. Im Jahr 2010 stellten die Russlanddeutschen nur noch in der Region Altai und im Gebiet Nowosibirsk die größte Minderheit.

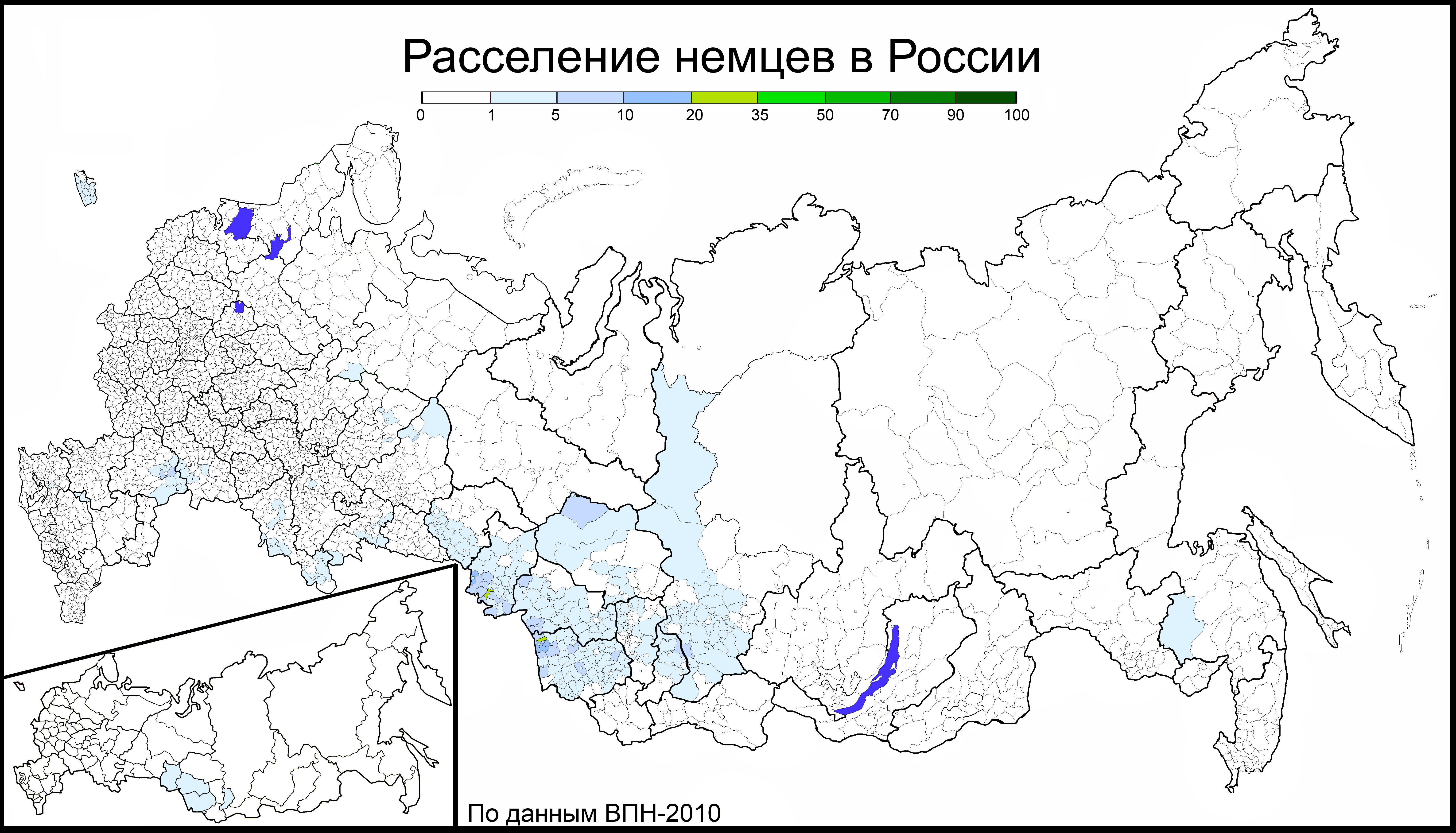
Bevölkerungsverteilung der Russlanddeutschen laut Ergebnis der gesamtrussischen Volkszählung 2010

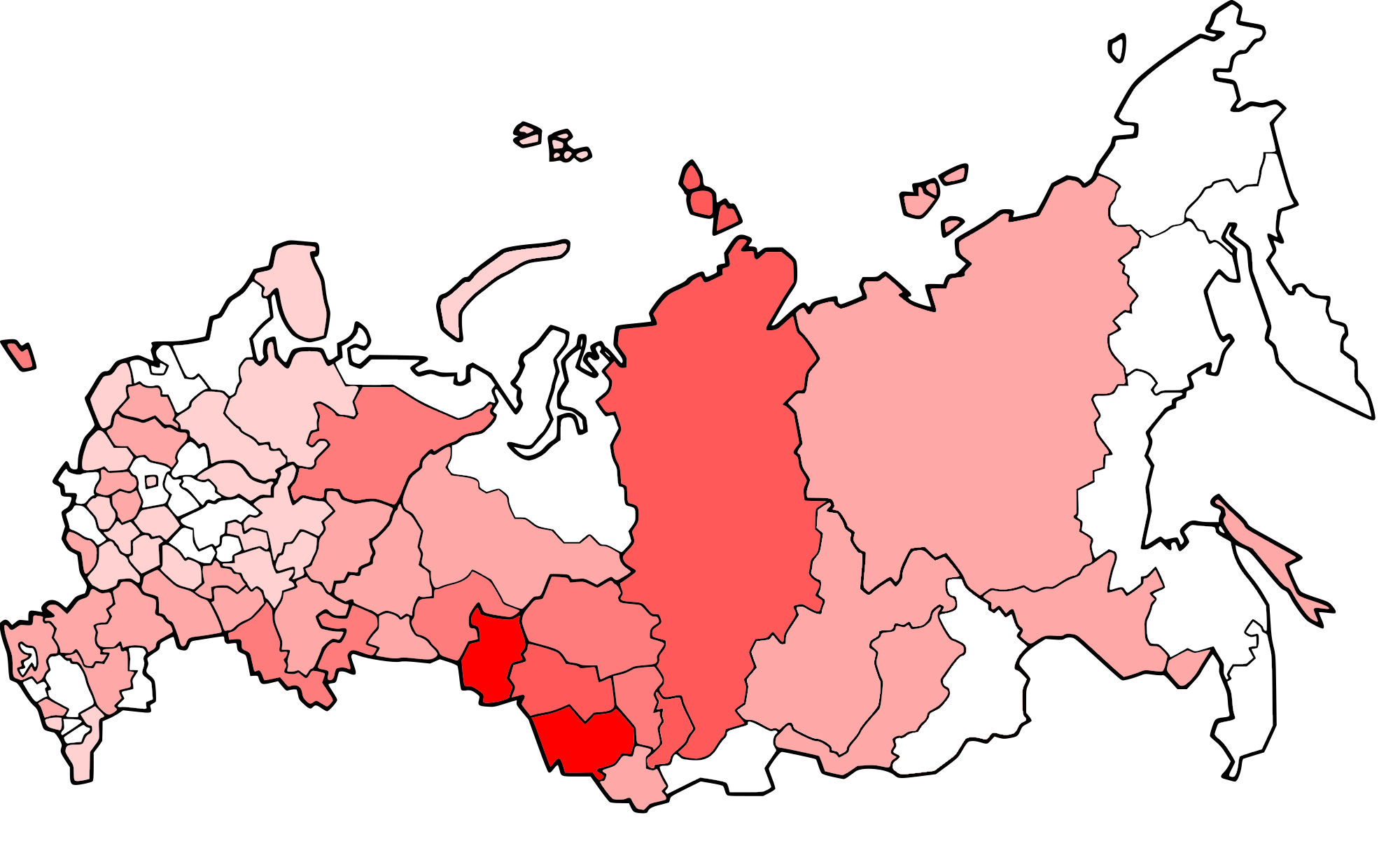
Anteil Deutscher nach Föderationssubjekten

Die im Jahr 2010 durchgeführte Volkszählung der Russischen Föderation nennt eine Gesamtzahl von 394.138 Deutschen, davon lebten 170.154 auf dem Land und 223.984 in Städten.
In folgenden Regionen leben noch deutschstämmige Minderheiten:
- Oblast Kaliningrad
- Region Altai (Barnaul, auch im Nationalkreis Halbstadt)
- Oblast Nowosibirsk
- Oblast Omsk (darunter im Nationalkreis Asowo)
- Oblast Orenburg
- Oblast Tomsk
- Oblast Saratow
- Oblast Wolgograd
- Republik Chakassien
- Republik Komi
- Oblast Tscheljabinsk

Die im Altai lebenden Deutschen sind zum größten Teil ausgewandert, dennoch gibt es auch hier wieder einen deutschen Nationalkreis.
Prozentual gesehen machen die Deutschen heutzutage rund 0,41 % der gesamten Bevölkerung Russlands aus. In Sibirien leben proportional mehr Deutsche als in anderen Regionen, mehr als 350.000.

## Russlanddeutsche Umsiedler in Deutschland
Während des Vorrückens der Roten Armee im Verlauf des Deutsch-Sowjetischen Krieges wurden ab 1943 insbesondere Schwarzmeerdeutsche, die in den nationalsozialistischen Herrschaftsbereich geraten waren, von SS-Dienststellen in den Warthegau umgesiedelt. Sie erhielten die deutsche Staatsbürgerschaft („Administrativumsiedler“), wurden aber nach dem Ende des Zweiten Weltkrieges zum Großteil im Rahmen der Zwangsrepatriierung nach Russland zurückgebracht. Erst im Rahmen der Ostpolitik konnten in den 1970er und 1980er Jahren über 70.000 Russlanddeutsche nach Deutschland umsiedeln.
Mit dem Zerfall der Sowjetunion schnellten die Zahlen in die Höhe, es wird inzwischen von „Rückkehr“ gesprochen. Seit den 80er-Jahren kamen an die 2,3 Millionen Umsiedler aus Russland nach Deutschland. Die nach den Revolutionen im Jahr 1989 angekommenen Aussiedler und Spätaussiedler wurden vergleichsweise gut integriert; die NZZ nannte den Integrationswillen im Jahr 2010 „exemplarisch“. Es bestehen gegensätzliche Auffassungen dazu, wie die soziale und kulturelle Integration Russlanddeutscher verlaufen ist. Die Männer arbeiten überdurchschnittlich oft im produzierenden Gewerbe und im Baugewerbe, Frauen oft in geringfügiger Beschäftigung. Insgesamt (alle Familienmitglieder zusammengenommen) ähnelt die Einkommensstreuung russlanddeutscher Haushalte derjenigen der Bevölkerung ohne Migrationshintergrund.
Nach der Jahrtausendwende war eine Remigration aus Deutschland speziell nach Russland und Kasachstan erkennbar. Als Gründe spielten das wirtschaftliche Wiedererstarken im Osten als Pullfaktor sowie die defizitäre Integration in Deutschland als Pushfaktor für die individuellen Rückkehrentscheidungen eine Rolle.
Als sich die Beziehung zu Russland nach der völkerrechtswidrigen Annexion der Krim 2014 und den folgenden Sanktionen massiv verschlechtert hatte sowie zusätzlich seit Beginn der Flüchtlingskrise in Deutschland 2015/2016 fühlten sich viele Russlanddeutsche ungerecht behandelt und zu wenig willkommen. In den von Russlanddeutschen auch konsumierten russischen Staatsmedien wurde Stimmung gegen Kanzlerin Merkel gemacht und der Neo-Faschismus als ein Hauptcharakteristikum im heutigen Deutschland dargestellt. Erstmals seit 2004 sollte es vor den Wahlen 2017 wieder einen Wahl-O-Maten der Bundeszentrale für politische Bildung auf Russisch geben. Russlanddeutsche Familien hatten nicht nur aus Furcht vor Diskriminierung in der Sowjetunion nach dem Zweiten Weltkrieg kein Deutsch mehr gesprochen, sondern hätten nach der Beobachtung der russlanddeutschen Journalistin Ella Schindler auch nie gelernt, sich eine freie Meinung zu bilden. Einige zögen sich zurück „ins allseits Bekannte einer sowjetischen Vergangenheit“ und vertrauten einfachen Erklärungsmustern des russischen Fernsehens.

## Bekannte Russlanddeutsche

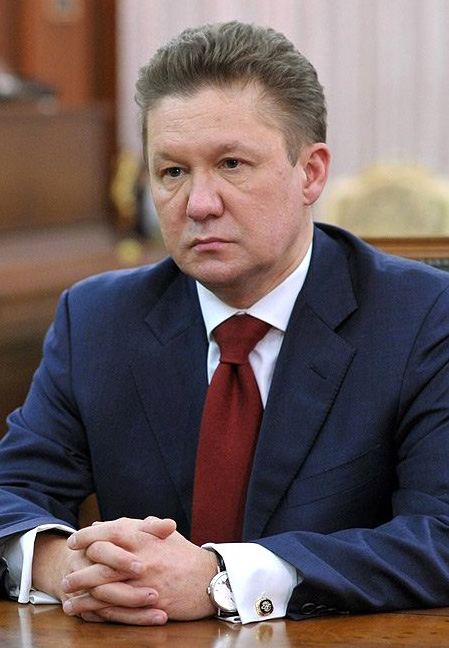
Gazprom-Chef Alexei Miller (2013)

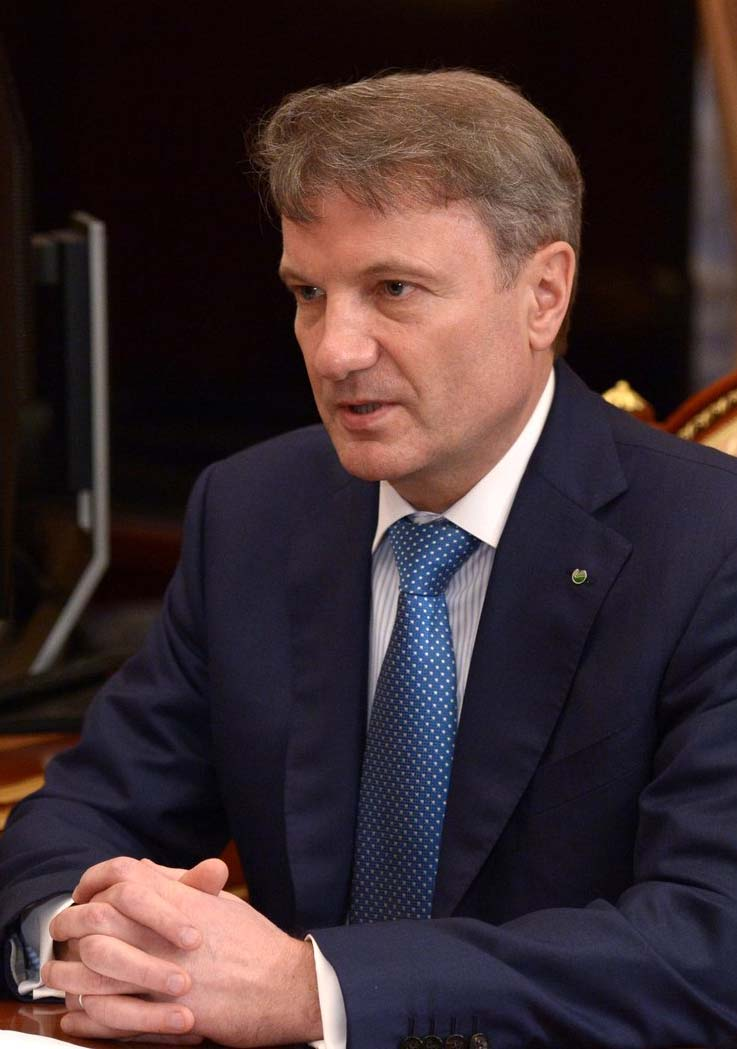
Sberbank-Chef Herman Gref (2015)

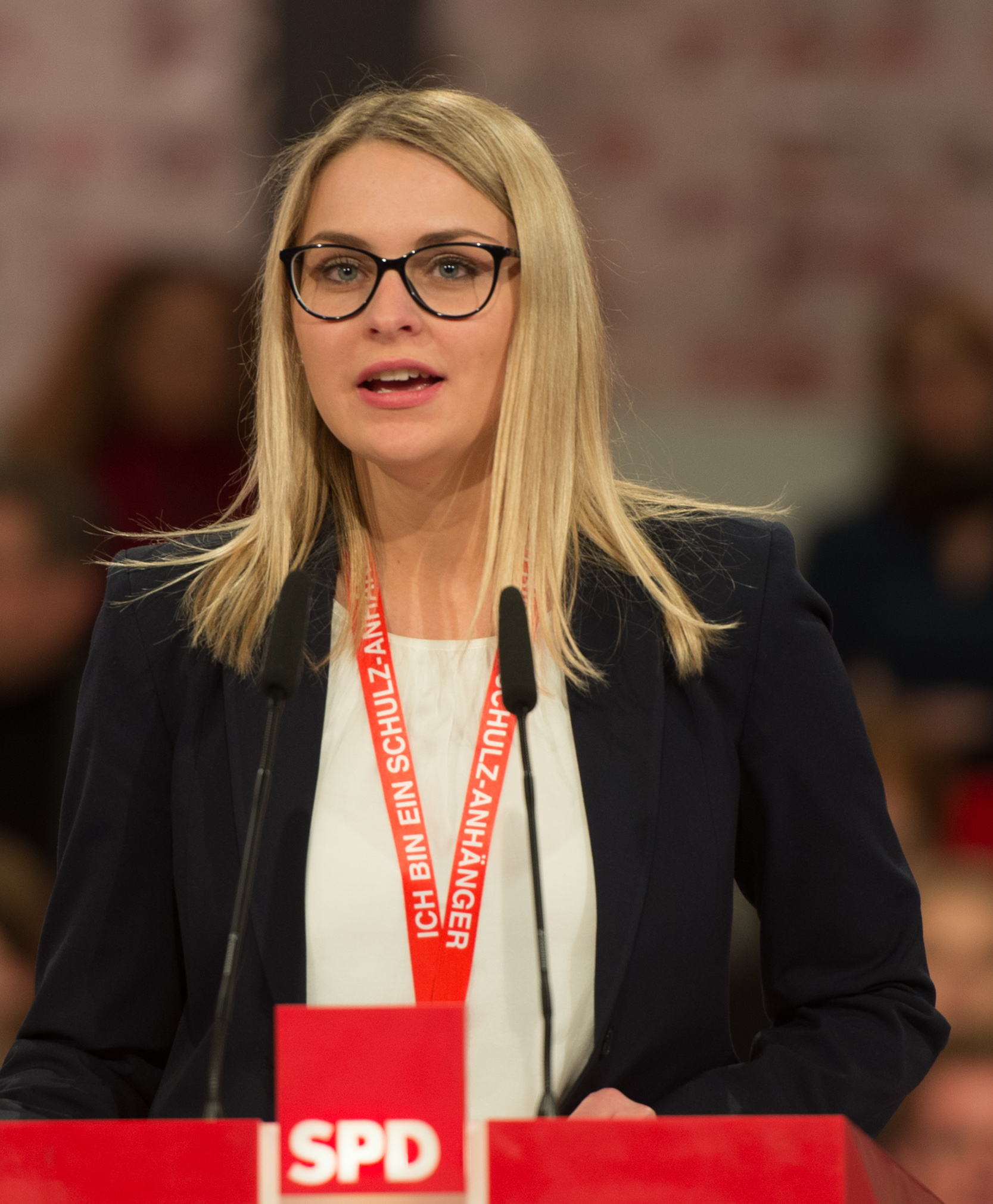
Beauftragte der deutschen Bundesregierung für Aussiedlerfragen und nationale Minderheiten, Natalie Pawlik (2015)

### Politik
- Jakob Höppner (1748–1826), Mitverantwortlicher für die Ostsiedlung der Mennoniten
- Gotthard Wilhelm von Budberg-Bönninghausen (1766–1832), russischer Diplomat und Zivilgouverneur von Estland
- Johann Bartsch (1757–1821), Mitverantwortlicher für die Ostsiedlung der Mennoniten
- Johann Cornies (1789–1848), Mennonit, reichster Mann Südrusslands
- Prinz Peter von Oldenburg (1812–1881)
- Wladimir Nikolajewitsch Lamsdorf (1844–1907), russischer Außenminister
- Wjatscheslaw Konstantinowitsch von Plehwe (1846–1904), Innenminister
- Alexander von Benckendorff (1849–1917), russischer Botschafter
- Sergei Juljewitsch Witte (1849–1915), Ministerpräsident und Unternehmer
- Nikolaus Hartwig (1857–1914), russischer Diplomat
- Pjotr Lwowitsch Bark (1869–1937), russischer Finanzminister
- Emmanuil Ionowitsch Kwiring (Quiring) (1888–1937), sowjetischer Politiker
- Alfred Rosenberg (1892–1946), nationalsozialistischer Ideologe und Politiker
- Rudolf Iwanowitsch Abel (1903–1971), Agent der UdSSR in den USA
- Eduard Ergartowitsch Rossel (* 1937), Politiker und Gouverneur der Oblast Swerdlowsk
- Wiktor Melchiorowitsch Kress (* 1948), Politiker und Gouverneur der Oblast Tomsk
- Heinrich Zertik (* 1957), MdB, deutscher Politiker (CDU), erster russlanddeutscher Bundestagsabgeordneter
- Alfred Reingoldowitsch Koch (* 1961), russischer Unternehmer, Publizist und Staatsmann
- Alexei Borissowitsch Miller (* 1962), Vorstandsvorsitzender des russischen Konzerns Gazprom
- Waldemar Herdt (* 1962), deutscher Politiker (AfD) und von 2017 bis 2021 Mitglied des Deutschen Bundestages.
- Georgi Walentinowitsch Boos (* 1963), Politiker und Gouverneur der Oblast Kaliningrad
- Andreas Maurer (* 1970), ehemaliger Lokalpolitiker (Die Linke)
- Hermann Gref (* 1964), auch Herrmann Gräf, Politiker, ehemaliger Wirtschaftsminister der Russischen Föderation, Vorstandsvorsitzender der Sberbank
- Nikolaus Haufler (* 1984), deutscher Politiker (CDU) und Mitglied der Hamburgischen Bürgerschaft
- Dimitri Schulz (* 1987), deutscher Politiker (AfD) und seit 2019 Mitglied des Hessischen Landtags
- Ottilie Klein (* 1984), deutsche Politikerin (CDU) und seit 2021 Mitglied des Deutschen Bundestages
- Anton Friesen (* 1985), deutscher Politiker (AfD) und von 2017 bis 2021 Mitglied des Deutschen Bundestages
- Natalie Pawlik (* 1992), deutsche Politikerin (SPD) und seit 2021 Mitglied des Deutschen Bundestages sowie Beauftragte der Bundesregierung für Aussiedlerfragen und nationale Minderheiten
- Eugen Schmidt (* 1975), deutscher Politiker (AfD) und von 2021 bis 2025 Mitglied des Deutschen Bundestags
- Diana Zimmer (* 1998), deutsche Politikerin (AfD) und seit 2025 Mitglied des Deutschen Bundestags
- Sergej Minich (* 1987), deutscher Politiker (AfD) und seit 2025 Mitglied des Deutschen Bundestags

### Militär
- Konstantin von Benckendorff (1784–1828), General und Diplomat
- Eduard Totleben (1818–1884), General der Russischen Armee im Krimkrieg
- Wilhelm Karlowitsch Withöft (1847–1904), Admiral der Russischen Marine
- Paul von Rennenkampf (1854–1918), russischer General
- Jewgeni Karlowitsch Miller (1867–1939), General der Russischen Armee im Bürgerkrieg
- Pjotr Nikolajewitsch Wrangel (1878–1928), Anführer der Weißen Armee im Bürgerkrieg
- Nikolai Alexandrowitsch Gagen (1895–1969), sowjetischer Offizier

### Wissenschaft und Technik
- Heinrich Friedrich von Storch (1766–1835), Wirtschaftswissenschaftler
- Adam Johann von Krusenstern, Admiral und Weltumsegler (1770–1846)
- Fabian Gottlieb von Bellingshausen (1778–1852), Seefahrer und Offizier
- Friedrich Joseph Haass (1780–1853), Mediziner
- Otto von Kotzebue (1787–1846), russischer Offizier und Entdeckungsreisender
- Friedrich Benjamin von Lütke (1797–1882), Marineoffizier, Weltumsegler, Entdeckungsreisender und Schriftsteller
- Wladimir Iwanowitsch Dal (1801–1872), Lexikograf
- Andrei Iwanowitsch Stackenschneider (1802–1865), Architekt
- Alexander von Bunge (1803–1890), Botaniker und Arzt
- Emil Lenz (1804–1865), Physiker
- Wilhelm Radloff (1837–1918), Turkologe und Ethnograph
- Wladimir Peter Köppen (1846–1940), Geograph, Meteorologe, Klimatologe und Botaniker
- Wsewolod Fjodorowitsch Miller (1848–1913), Ethnograph und Linguist
- Alexander von Bunge (1851–1930), Arzt und Polarforscher
- Ernst Gustav Leyst (1852–1918), Geophysiker und Meteorologe
- Fjodor Ossipowitsch Schechtel (1859–1926), Architekt
- Benjamin H. Unruh (1881–1959), deutscher Professor
- Alexander Jewgenjewitsch Fersman (1883–1945), Mineraloge
- Max Vasmer (1886–1962), Slawist
- Wladimir Juljewitsch Wiese (1886–1954), Ozeanologe
- Friedrich Arturowitsch Zander (1887–1933), Erfinder und Raketenbauer
- Otto Juljewitsch Schmidt (1891–1956), Geophysiker und Arktisforscher
- Jakob Hummel (1893–1946), Archäologe und Volkskundler
- Igor Jewgenjewitsch Tamm (1895–1971), Physiker, Nobelpreisträger
- Boris Ottokar Unbegaun (1898–1973), russischer Slawist
- Ernst Theodorowitsch Krenkel (1903–1971), Polarforscher
- Erik Amburger (1907–2001), Historiker
- Boris Wiktorowitsch Rauschenbach (1915–2001), Physiker und einer der Begründer der sowjetischen Raumfahrt
- Andre Geim (* 1958), Physiker, Nobelpreisträger
- Elvira Mass (* 1986), Biologin und Immunologin

### Kultur
- Denis Iwanowitsch Fonwisin (1745–1792), Satiriker und Komödiendichter
- Wilhelm Küchelbecker (1797–1846), Lyriker
- Anton Antonowitsch Delwig (1798–1831), Lyriker
- Karl Pawlowitsch Brjullow (1799–1852), Maler
- Peter Clodt von Jürgensburg (1805–1867), Skulptor
- Alexander Iwanowitsch Herzen (1812–1870), Philosoph, Schriftsteller und Publizist
- Afanassi Afanassjewitsch Fet (1820–1892), Dichter
- Helena Petrovna Blavatsky (1831–1891), Okkultistin und Schriftstellerin
- Pjotr Franzewitsch Lesgaft (1837–1909), Mediziner und Sportpädagoge
- Ella Adaïewsky (1846–1926), Pianistin, Komponistin
- Olga Leonardowna Knipper (1868–1959), Schauspielerin und Ehefrau von Anton Pawlowitsch Tschechow
- Sinaida Hippius (1869–1945), Lyrikerin und Autorin
- Sascha Schneider (1870–1927), Bildhauer und Maler
- Wsewolod Emiljewitsch Meyerhold (1874–1940), Regisseur und Schauspieler
- Reinhold Moritzewitsch Glière (1875–1956), Komponist
- Alexander Fjodorowitsch Goedicke (1877–1957), Organist, Pianist, Komponist
- Nikolai Karlowitsch Medtner (1879/1880–1951), Pianist, Komponist
- Alexander Blok (1880–1921), Dichter
- Wilhelm Sorgenfrei (1882–1938), Dichter und Übersetzer
- Heinrich Neuhaus (1888–1964), Pianist
- Bernhard Altschwager (alias Theodor Kröger) (1891–1958), Schriftsteller
- Boris Andrejewitsch Pilnjak (1894–1938), Schriftsteller
- Walentin Ferdinandowitsch Asmus (1894–1975), Philosoph
- Richard Sorge (1895–1944), Journalist, Geheimagent und „Held der Sowjetunion“
- Wladimir Weidlé (1895–1979), Kunstwissenschaftler, Kunstkritiker und Autor
- Olga Tschechowa (1897–1980), Schauspielerin
- Lew Konstantinowitsch Knipper (1898–1974), Komponist
- Dominik Hollmann (1899–1990), Schriftsteller, Dichter, Übersetzer, Publizist
- Gerhard Sawatzky (1901–1944), Schriftsteller
- Tatjana Iwanowna Peltzer (1904–1992), Schauspielerin
- Klaus Mehnert (1906–1984), politischer Journalist, Publizist und Autor
- Heinz Erhardt (1909–1979), Dichter und Komiker
- Frank Mehnert (1909–1943), Bildhauer und Mitglied des George-Kreises
- Bruno Arturowitsch Freindlich (1909–2002), Schauspieler
- Swjatoslaw Teofilowitsch Richter (1915–1997), Pianist
- Iwan Iwanowitsch Petrow (Hans Krause) (1920–2003), Opernsänger
- Johann Warkentin (1920–2012), Redakteur, Verfasser, Übersetzer und Dichter
- Hermann Arnhold (1921–1991), russlanddeutscher Dichter
- Rudolf Kehrer (1923–2013), klassischer Pianist und Klavierpädagoge
- Gerhard Andrejewitsch Wolter (1923–1998), Schriftsteller und Journalist
- Günther Hummel (* 1927), Bildhauer, Lehrer und Musiker
- Nelly Däs (1930–2021), Buchautorin
- Jakob Wedel (1931–2014), Bildhauer
- Alissa Brunowna Freindlich (* 1934), Schauspielerin und Sängerin
- Alfred Schnittke (1934–1998), Komponist und Pianist
- Anna German (1936–1982), russlanddeutsche Sängerin in der ehemaligen UdSSR
- Robert Weber (1938–2009), Schriftsteller und Übersetzer
- Hugo Wormsbecher (1938–2024), Schriftsteller und Redakteur
- Dmitri Alexandrowitsch Prigow (1940–2007), Dichter und Künstler
- Wendelin Mangold (* 1940), Schriftsteller
- Alexander Fitz (* 1948), Schriftsteller, Journalist und Drehbuchautor
- Paul Krenz (1948–2021), Intarsienkünstler
- Viktor Hurr (* 1949), Maler
- Alfred Eisfeld (* 1951), Historiker
- Irene Langemann (* 1959), Filmemacherin
- Erika Lust (* 1961), Bühnenbildnerin und Malerin
- Robert Hettich (* 1964), Grafik-Designer und Maler
- Maria Pankratz (* 1965), Schauspielerin
- Julia Neigel (* 1966), Sängerin, Autorin, Produzentin
- Janna Kopylowa-Frieske (1974–2015), Sängerin, bekannt als Janna Friske
- Irene Luft (* 1977), Modeschöpferin
- Erwin Prib (* 1977), Szenenbildner
- Margarita Breitkreiz (* 1980), Schauspielerin
- Monika Gossmann (* 1981), Schauspielerin und Regisseurin
- Tatjana Albertowna Arntgolz (* 1982), mit Zwillingsschwester Olga, Schauspielerinnen
- Ira Peter (* 1983), Autorin und Journalistin
- Helene Fischer (* 1984), Sängerin
- Helena Goldt (* 1985), Sängerin
- Bonnie Strange (* 1986), Moderatorin
- Katharina Martin-Virolainen (* 1986), Buchautorin und Medienschaffende
- Kristina Igorewna Asmus (* 1988), Schauspielerin
- Edgar Seibel (* 1991), Schriftsteller und Journalist
- Emilia Schüle (* 1992), Schauspielerin
- Stefanie Giesinger (* 1996), Model
- Artur Weigandt (* 1994), Journalist und Schriftsteller

### Sport
- Rudolf Wladimirowitsch Plukfelder (* 1928), sowjetischer Gewichtheber
- Waleri Nikolajewitsch Brumel (1942–2003), Leichtathlet
- David Adamowitsch Rigert (* 1947), sowjetischer Gewichtheber und russischer Nationaltrainer
- Viktor Bachmann (* 1951), Bundestrainer des Deutschen Schützenbundes (Bogenschießen)
- Edgar Gess (* 1954), Fußballspieler
- Peter Neustädter (* 1966), Fußballspieler
- Waldemar Quapp (* 1970), Eishockeyspieler
- Alexander Genze (* 1971), Eishockeyspieler
- Irina Mikitenko (* 1972), Leichtathletin
- Oksana Chusovitina (* 1975), Turnsportlerin
- Alexander Kosenkow (* 1977), Leichtathlet
- Tanja Szewczenko (* 1977), Eiskunstläuferin und Schauspielerin
- Boris Blank (* 1978), Eishockeyspieler
- Vitus Nagorny (* 1978), Fußballspieler
- Alexander Rusch (* 1978), Eishockeyspieler
- Dennis Wolf (* 1978), Profi-Bodybuilder
- Vitalij Aab (* 1979), Eishockeyspieler
- Angelina Grün (* 1979), deutsche Volleyball-Nationalspielerin und neunmalige Volleyballerin des Jahres
- Andrej Naumann (* 1979), Eishockeyspieler
- Dennis Siver (* 1979), Mixed-Martial-Arts-Kämpfer
- Roman Weilert (* 1979), Eishockeyspieler
- Alexander Dück (* 1980), Eishockeyspieler
- Eduard Lewandowski (* 1980), Eishockeyspieler
- Ina Menzer (* 1980), Boxerin
- Dimitri Sartison (* 1980), Boxer
- Dimitrij Kotschnew (* 1981), Eishockeyspieler
- Robert Stieglitz (* 1981), Boxer
- Witalij Blank (* 1982), Eishockeyspieler
- Eduard Gutknecht (* 1982), Boxer
- Vitali Tajbert (* 1982), Boxer
- Andreas Wolf (* 1982), Fußballspieler
- Michael Filobok (* 1983), Eishockeyspieler
- Olga Graf (* 1983), Eisschnellläuferin
- Dimitri Pätzold (* 1983), Eishockeyspieler
- Lilli Schwarzkopf (* 1983), Leichtathletin
- Dimitri Peters (* 1984), Judoka
- Sachar Blank (* 1985), Eishockeyspieler
- Sergej Neubauer (* 1985), Fußballspieler
- Heinrich Schmidtgal (* 1985), Fußballspieler
- Robert Dietrich (1986–2011), Eishockeyspieler
- Juri Judt (* 1986), Fußballspieler
- Sergej Karimow (1986–2019), Fußballspieler
- Andreas Beck (* 1987), Fußballspieler
- Igor Filobok (* 1987), Eishockeyspieler
- Sergej Fuchs (* 1987), Radrennfahrer
- Valentin Lusin (* 1987), Tänzer
- Roman Neustädter (* 1988), Fußballspieler
- Konstantin Engel (* 1988), Fußballspieler
- Edgar Prib (* 1989), Fußballspieler
- Dmitri Reicherd (* 1989), kasachischer Freestyle-Skier
- Konstantin Rausch (* 1990), Fußballspieler
- Kristina Vogel (* 1990), Bahnradsportlerin
- Willi Evseev (* 1992), Fußballspieler
- Bernd Leno (* 1992), Fußballtorwart
- Alexander Merkel (* 1992), Fußballspieler
- Regina Sergeeva (* 1994), Turnerin (Rhythmische Sportgymnastik)
- Waldemar Anton (* 1996), Fußballspieler
- Felix Seibel (* 1997), Skeletonpilot
- Eduard Löwen (* 1997), Fußballspieler
- Leo Stefan (* 1970), Eishockeyspieler

### Kirche und Religion
- Prokop von Ustjug († 1303), Heiliger der russisch-orthodoxen Kirche
- Josef Alois Kessler (1862–1933), Erzbischof der römisch-katholischen Kirche im Russischen Kaiserreich
- John Meyendorff (1926–1992), russisch-orthodoxer Theologe
- Alexius II. (1929–2008), von 1990 bis 2008 Patriarch von Moskau und ganz Russland und Oberhaupt der russisch-orthodoxen Kirche
- Joseph Werth (* 1952), römisch-katholischer Bischof des Bistums „Verklärung des Herrn“ in Nowosibirsk
- Nikolaus Messmer (1954–2016), Bischof der römisch-katholischen Kirche und Apostolischer Administrator in Kirgisistan
- Aleksandr Kan (* 1963), ehemaliger Apostolischer Superior der römisch-katholischen Kirche in Kirgisistan
- Markus Glaser (1880–1950), römisch-katholischer Bischof und Apostolischer Administrator

### Sonstige
- Friedrich Joseph Haass (1780–1853), Mediziner, genannt der „heilige Doktor von Moskau“
- Napoléon Peltzer (1802–1889), Tuchfabrikant und Förderer der russischen Feintuchindustrie
- Robert von Peltzer (1846–1940), Textilfabrikant und Mitbegründer des Weinheimer Senioren-Convents
- Rudolf Hammerschmidt (1853–1922), Fabrikant und Kunstsammler
- Alexander Schmorell (1917–1943), Mitglied der Weißen Rose; Heiliger der russisch-orthodoxen Kirche
- Heinrich Martens (* 1956), Präsident des IVDK und der FNKA
- Pjotr Franzewitsch Lesgaft (1837–1909), Mediziner, Anatom, Hochschullehrer und Begründer einer modernen Sporterziehung
- Viktor Roth „iBlali/Vik“ (* 1992), Webvideoproduzent, Streamer, Schauspieler und Synchronsprecher